# Jan Cruijssen
Jan Cruijssen  (Tilburg, 27 maart 1950) is een voormalig Nederlandse voetballer die tussen 1970 en 1976 uitkwam voor RKC, Willem II en NAC.

## Loopbaan
Cruijssen debuteerde in het seizoen 1970/1971 namens Willem II in de eerste divisie. In 1974 stapte hij over naar NAC, waar hij in de eredivisie kon spelen. Na twee seizoenen en 35 wedstrijden op het hoogste niveau zette Cruijssen al op 26-jarige leeftijd een punt achter zijn semiprofloopbaan, omdat hij die niet kon combineren met zijn baan in het onderwijs.